# Dennis Grabosch
Dennis Grabosch (Wedel, 1978. március 2. –) német színész.

## Élete és pályafutása
Először egy iskolai projekt keretében figyeltek fel színészi adottságaira 1991-ben, amikor testvérével sikeresen megírtak és előadtak egy színpadi darabot. Mind a mai napig ír forgatókönyveket, igaz, a színészkedés miatt már ez kezd háttérbe szorulni.
2006. szeptember 4. óta a német RTL-en futó Alles was zählt sorozatban szerepel, mint Roman Wild, meleg jégtáncost. A valódi életben is nyíltan homoszexuális. 2007 óta pszichológus barátjával élnek együtt Kölnben, illetve Londonban.

## Filmográfia

### Mozifilm
- 2001: Führer Ex

### Tévéfilmek
- 1996: Der Mörder meiner Mutter
- 1996: Crash Kids
- 1997: Tetthely (Tatort)
- 1999: Doppelter Einsatz
- 1999: Verlorene Kinder
- 1999: Im Fadenkreuz II
- 2000: Tatort
- 2001: Der Wannsee-Mörder
- 2002: Zwischen den Sternen
- 2002: Führer Ex
- 2007: Tatort

### Sorozatok
- 1996: Unter uns – Bob Kramer
- 1996: Kids von Berlin
- 1997: Ein Fall für zwei
- 1997: Drei mit Herz
- 1997: Schlosshotel Orth
- 1998: First Love
- 1999: SOKO 5113
- 1999: Küstenwache
- 2000: Die Kommissarin
- 2000: Rex felügyelő
- 2001: Abschnitt 40
- 2001: Wolffs Revier
- 2002: SOKO Kitzbühel
- 2002: Charly – Majom a családban
- 2003: Wolffs Revier
- 2004: St. Angela
- 2005: Die Rettungsflieger
- 2006: SOKO Wismar
- 2009: Da kommt Kalle
- 2006−: Alles was zählt

## Fordítás
- Ez a szócikk részben vagy egészben  a   Dennis Grabosch című német Wikipédia-szócikk fordításán alapul.  Az eredeti cikk szerkesztőit annak laptörténete sorolja fel. Ez a jelzés csupán a megfogalmazás eredetét és a szerzői jogokat jelzi, nem szolgál a cikkben szereplő információk forrásmegjelöléseként.